# Serra de Leomil

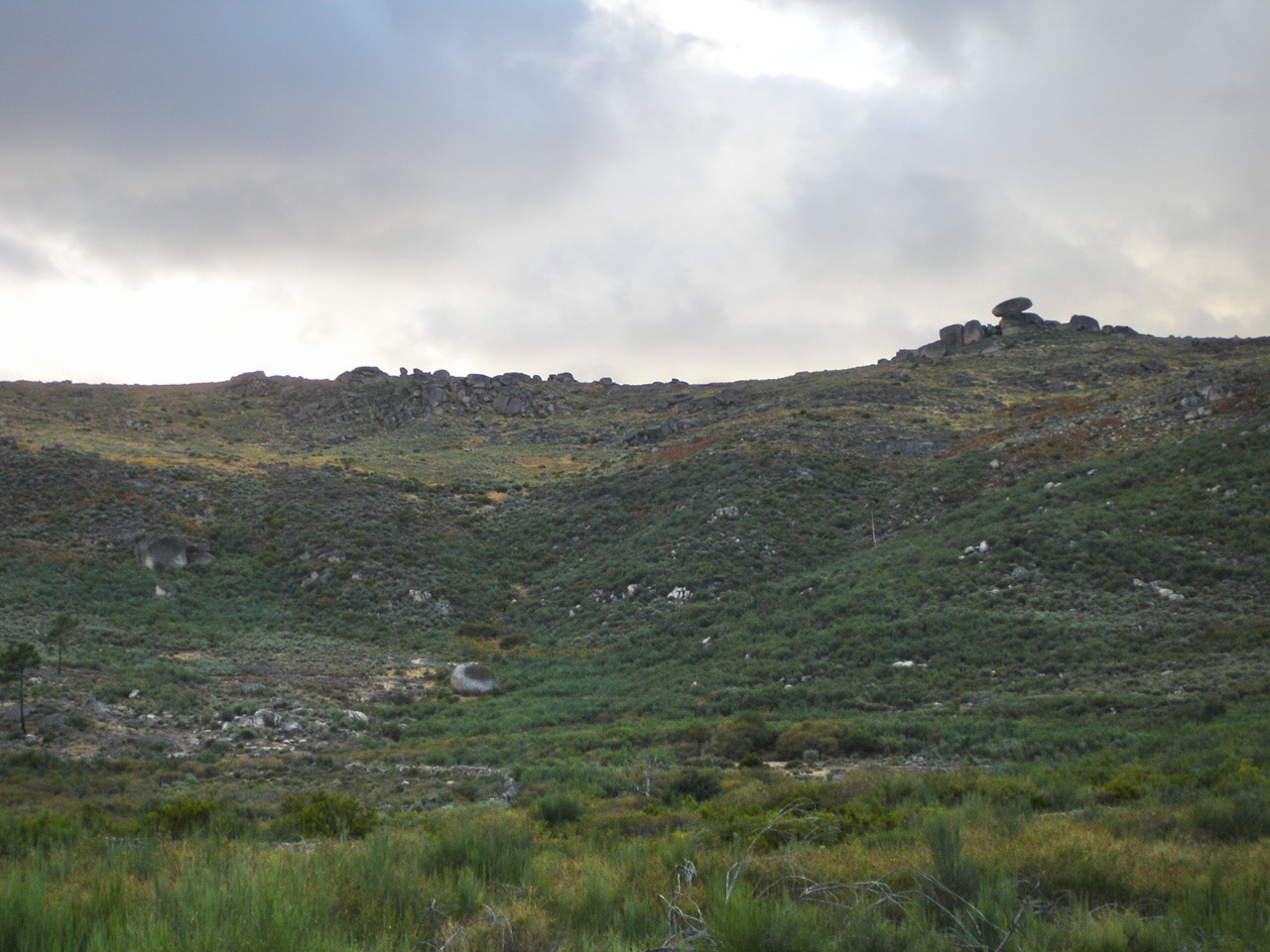

A Serra de Leomil é uma elevação de Portugal Continental, com 1008 metros de altitude. Tem o seu cume na freguesia de Leomil, concelho de Moimenta da Beira, no Norte do distrito de Viseu. Eleva-se esta interessante e graciosa serra entre os rios Paiva e Távora e pertence ao Maciço Galaico-Duriense. É o local de nascimento de importantes cursos de água como o Rio Varosa e o Rio Paiva.
O nome por qual é chamada é atestado pela memória paroquial de Leomil de 1758:
«A Villa de Leomil fica na Província da Beyra Alta dentro do Bispado e Comarca de Lamego, tem ele o termo e he freguezia sobre si (…) Está situada em hum valle nas fraldas da Serra de Leomil, e nam se descobre della povoaçam alguma (…) Dista esta Villa da Cidade de Lamego capital do Bispado tres legoas de Lixboa Capital do Reyno sincoenta e quatro (…).»